# Something New (álbum)
Something New (en español: ‘Algo nuevo’) es el cuarto álbum de estudio de la banda de rock The Beatles,  lanzado en Estados Unidos el 20 de julio de 1964. Fue el tercer disco editado por Capitol Records, pero el quinto álbum estadounidense publicado después de la banda sonora de la película A Hard Day's Night. Este disco incluía ocho canciones originales del álbum británico A Hard Day's Night así como los temas "Slow Down" y "Matchbox", del EP Long Tall Sally, y la versión alemana de "I Want to Hold Your Hand", titulada "Komm, Gib Mir Deine Hand". El lanzamiento en mono contenía las versiones alternativas de "Any Time at All", "I'll Cry Instead" (el tercer verso "perdido"), "When I Get Home" y  "And I Love Her" (el solo vocal por McCartney grabado a una sola pista).
El álbum estuvo nueve semanas en el n.º 2 de Billboard, por detrás de la banda sonora de United Artists A Hard Day's Night.
Este álbum fue lanzado también bajo la etiqueta de Parlophone para ser vendido exclusivamente a las Fuerzas Armadas Americanas estacionadas en Europa. Con el tiempo, estos álbumes llegaron a tener gran valor entre los coleccionistas de discos. Something New fue editado, asimismo, bajo etiqueta de Odeon en Alemania. La versión alemana contenía la versión inédita de "And I Love Her", que después se publicaría en la versión estadounidense del disco recopilatorio Rarities. 
En 2004, este álbum fue lanzado por primera vez en CD en The Capitol Albums Vol. 1, que contenía asimismo los discos Meet the Beatles!, The Beatles' Second Album y Beatles '65.

## Lista de canciones
Todas las canciones escritas y compuestas por John Lennon-Paul McCartney, excepto donde está indicado. 
| Cara 1 |                              |                     |          |  |
| N.º    | Título                       | Vocalista principal | Duración |  |
| 1.     | «I'll Cry Instead»           | Lennon              | 2:04     |  |
| 2.     | «Things We Said Today»       | McCartney           | 2:35     |  |
| 3.     | «Any Time at All»            | Lennon              | 2:10     |  |
| 4.     | «When I Get Home»            | Lennon              | 2:14     |  |
| 5.     | «Slow Down» (Larry Williams) | Lennon              | 2:54     |  |
| 6.     | «Matchbox» (Carl Perkins)    | Starr               | 1:57     |  |
| 13:54  |                              |                     |          |  |

| Cara 2 |                                                                |                     |          |  |
| N.º    | Título                                                         | Vocalista principal | Duración |  |
| 1.     | «Tell Me Why»                                                  | Lennon              | 2:06     |  |
| 2.     | «And I Love Her»                                               | McCartney           | 2:28     |  |
| 3.     | «I'm Happy Just to Dance with You»                             | Harrison            | 1:56     |  |
| 4.     | «If I Fell»                                                    | Lennon y McCartney  | 2:19     |  |
| 5.     | «Komm, Gib Mir Deine Hand» (Lennon-McCartney-Nicholas-Hellmer) | Lennon y McCartney  | 2:24     |  |
| 11:13  |                                                                |                     |          |  |

Nota: El tema «Matchbox» estaba erróneamente listado con una duración de un minuto y treinta y siete segundos tanto en la funda como en la etiqueta del disco. «Komm, Gib Mir Deine Hand» era la versión alemana adaptada de la canción «I Want to Hold Your Hand».

## Créditos
The Beatles
- John Lennon — vocalista, guitarra rítmica, guitarra acústica
- Paul McCartney — vocalista, bajo
- George Harrison — vocalista, guitarra solista
- Ringo Starr — batería, vocalista

Músicos adicionales
- George Martin — piano en «Slow Down» y «Matchbox»

Producción
- George Martin — productor (con producción añadida de Dave Dexter, Jr. en los Estados Unidos)
- Norman Smith — ingeniero

## Posición en las listas de éxitos
| País           | Lista (1964) | Posición más alta |
| -------------- | ------------ | ----------------- |
| Estados Unidos | Billboard    | N.º 2             |
| Estados Unidos | Record World | N.º 2             |
| Estados Unidos | Cash Box     | N.º 2             |